# Jellyfish (film, 2013)
Pour les articles homonymes, voir Jellyfish.
Pour plus de détails, voir Fiche technique et Distribution.
Jellyfish (littéralement « méduse ») est un film japonais réalisé par Shūsuke Kaneko, sorti en 2013.
Le film fait partie d'une trilogie et son nom complet est R-18 Bungakusho Vol.2 Jellyfish,.

## Synopsis
Deux adolescentes en couple, entretiennent un amour toxique comme une piqûre douloureuse de méduse.

## Fiche technique
- Titre : Jellyfish
- Réalisation : Shūsuke Kaneko
- Scénario : Miyuki Takahashi et d'après une nouvelle de Sarie Hinakura
- Photographie : Sachi Kagami
- Montage : Chieko Suzaki
- Casting : Kumiko Hoshi
- Direction artistique : Nori Fukuda
- Production : 
  - Producteur : Ryôhei Naka
  - Producteur exécutif : Chikako Nakabayashi
  - Producteur associé : Naofumi Nakamura
  - Producteurs délégués : Akihiko Okamoto, Kazuyoshi Okuyama
- Sociétés de production : Booster Project, Team Okuyama
- Sociétés de distribution :
- Pays d'origine :  Japon
- Langue originale : japonais
- Format : couleur
- Genre : Comédie dramatique, Film d'amour, Lesbianisme
- Durée : 91 minutes
- Sortie : 
  -  Japon : mars 2013 (Okinawa International Movie Festival (en)), 31 août 2013 (nationale)
  -  États-Unis : 11 octobre 2013 (Hawaii International Film Festival)

## Distribution
- Mio Ohtani : Yumi miyashita
- Rumi Hanai : Kanako
- Naomi Akimoto
- Yû Chidai
- Kôtarô Kakimoto
- Ryôsuke Kawamura
- Hiroki Kawata
- Rie Kuwana
- Shinji Matsubayashi
- Eriko Nakamura
- Tsubasa Nakata
- Takaaki Nomi
- Megumi Okina
- Ryô
- Mao Shimizu